# Маргарян, Владимир
Владимир Маргарян (арм. Վլադիմիր Մարգարյան; род. 8 марта 1991, Ереван) — армянский боксёр, представитель полусредних весовых категорий. Выступает за национальную сборную Армении по боксу с 2006 года, победитель и призёр турниров международного значения, участник летних Олимпийских игр в Рио-де-Жанейро.

## Биография
Владимир Маргарян родился 8 марта 1991 года в Ереване, Армения.
Заниматься боксом начал в 2002 году в возрасте 11 лет по наставлению отца, в прошлом боксёра. Проходил подготовку под руководством Армена Акопяна.
Впервые заявил о себе в боксе на международной арене в 2006 году, выступив на кадетском чемпионате Европы в Тиране. Год спустя боксировал на аналогичных соревнованиях в Шиофоке.
В 2008 году выступил на юниорском Кубке президента в Грудзёндзе и на юниорском мировом первенстве в Гвадалахаре.
В 2009 году участвовал в юношеском Кубке Бранденбурга во Франкфурте-на-Одере.
На взрослом чемпионате Армении 2010 года в Ереване стал бронзовым призёром в первой полусредней весовой категории.
В 2013 году одержал победу на чемпионате Армении в полусреднем весе, выступил на Мемориале Николая Мангера в Херсоне.
В 2014 году дошёл до четвертьфинала на Мемориале Умаханова в Каспийске.
В 2015 году боксировал на Мемориале Странджи в Софии и на чемпионате Европы в Самокове, где уже на предварительном этапе был побеждён французом Сулейманом Сиссоко.
На Европейском олимпийском квалификационном турнире в Самсуне сумел дойти до полуфинала и тем самым удостоился права защищать честь страны на летних Олимпийских играх 2016 года в Рио-де-Жанейро. На Играх в категории до 69 кг благополучно прошёл первого соперника по турнирной сетке, тогда как во втором бою в 1/8 финала техническим нокаутом потерпел поражение от титулованного кубинца Роньеля Иглесиаса.
После Олимпиады в Рио Маргарян остался в составе боксёрской команды Армении и продолжил принимать участие в крупнейших международных турнирах. Так, в 2017 году он выступил на Мемореале Странджи в Софии, уступив в четвертьфинале англичанину Пэту Маккормаку, и на европейском первенстве в Харькове, где в 1/8 финала был остановлен россиянином Сергеем Собылинским.